# Fekete János (kanonok)
Fekete János (Székesfehérvár, 1801. április 6. – Szombathely, 1873. április 30.) teológiai doktor, apát-kanonok.

## Élete
1824-ben szentelték föl áldozópappá. Előbb szombathelyi papnevelői tanulmányi felügyelő és tanár, később kenyeri lelkész, 1854-ben szombathelyi kanonok lett; azután Szent Egyedről címzett sümegi apát, őrségi főesperes és a vaskoronarend 3. osztályú lovagja.

## Munkái
- Halotti beszéd… gróf Cziráky Antal felett Kenyeriben márcz. 2. 1852. Szombathely, 1852.
- Vasárnapi evangeliumok népszerű magyarázata. Königsdorfer Márton homiliái után. Szombathely, 1856.
- Ünnepi evangeliumok népszerű magyarázata Königsdorfer M. homiliái után. Szombathely, 1856.
- Szent István Magyarország első és apostoli királyának érdemei. Budán a vártemplomban hirdette 1862. Szombathely, 1862.
- Ker. kath. hitágazatos egyházi beszédek. Bpest, 1864. Két kötet.

Több értekezést írt a Religio és Nevelésbe s a Századunkba, melyek közül a vegyes házasságokról irt vitacikkei figyelmet ébresztettek.